# كريزتيان كولر
كريزتيان كولر (بالمجرية: Koller Krisztián)‏ هو لاعب كرة قدم مجري، ولد في 8 مايو 1983 في بيتش في المجر. لعب مع Nyíregyháza Spartacus FC ‏.

## وصلات خارجية
- كريزتيان كولر على موقع قاعدة بيانات كرة القدم.إي يو (الإنجليزية)